# كين بونو
كين بونو مواليد 19 يونيو 1984 في إيلويلو، هو لاعب كرة سلة فلبيني من أصل أمريكي. بدأ مسيرته الاحترافية في سنة 2007. يلعب مع فريق ميرالكو بولتز في الرابطة الفلبينية لكرة السلة. يحمل الرقم 25. يبلغ طوله 6 قدم 3 بوصة (1.9 م).

## المسيرة الاحترافية
لعب مع ألاسكا أيسز في موسم 2007–2008، ثم لعب مع سان ميغيل بيرمن في موسم 2008–2009، ثم لعب مع باوريد تايغرز في موسم 2009–2010، ثم لعب مع باراكو بول إنرجي في موسم 2010–2011، ثم لعب مع ستار هوتشوتز في موسم 2012–2013، ثم لعب مع ميرالكو بولتز في سنة 2013.